# Пољански Луг
Пољански Луг је насељено место у саставу града Врбовца у Загребачкој жупанији, Хрватска. До територијалне реорганизације у Хрватској налазио се у саставу бивше велике општине Врбовец.

## Становништво
На попису становништва 2011. године, Пољански Луг је имао 425 становника.

## Попис1991.
На попису становништва 1991. године, насељено место Пољански Луг је имало 404 становника, следећег националног састава:
| Попис 1991.‍  | Попис 1991.‍  | Попис 1991.‍ | Попис 1991.‍ | Попис 1991.‍ |
| ------------ | ------------ | ----------- | ----------- | ----------- |
|              |              |             |             |             |
| Хрвати       | Хрвати       |             | 395         | 97,77%      |
| Срби         | Срби         |             | 2           | 0,49%       |
| Македонци    | Македонци    |             | 1           | 0,24%       |
| регион. опр. | регион. опр. |             | 1           | 0,24%       |
| непознато    | непознато    |             | 5           | 1,23%       |
| укупно: 404  |              |             |             |             |